# Diospyros fusicarpa
Diospyros fusicarpa är en tvåhjärtbladig växtart som beskrevs av Bakh. Diospyros fusicarpa ingår i släktet Diospyros och familjen Ebenaceae. Inga underarter finns listade i Catalogue of Life.